# Stephen A. Czerkas
Stephen Andrew Czerkas (* 19. September 1951 in Alhambra, Kalifornien; † 22. Januar 2015 im San Juan County, Utah) war ein US-amerikanischer Bildhauer und Paläontologe. Er arbeitete häufig sowohl für Museen als auch für die Filmindustrie und war 1992 Direktor und Mitbegründer des Dinosaur Museum, das die fossile Chimäre Archaeoraptor erwarb. Seine lebensgroßen Nachbildungen von Dinosauriern, darunter Mitglieder der Gattungen Deinonychus und Allosaurus, gehörten zu den ersten, die eine exakte Befiederung und Rückenstacheln aufwiesen.

## Leben

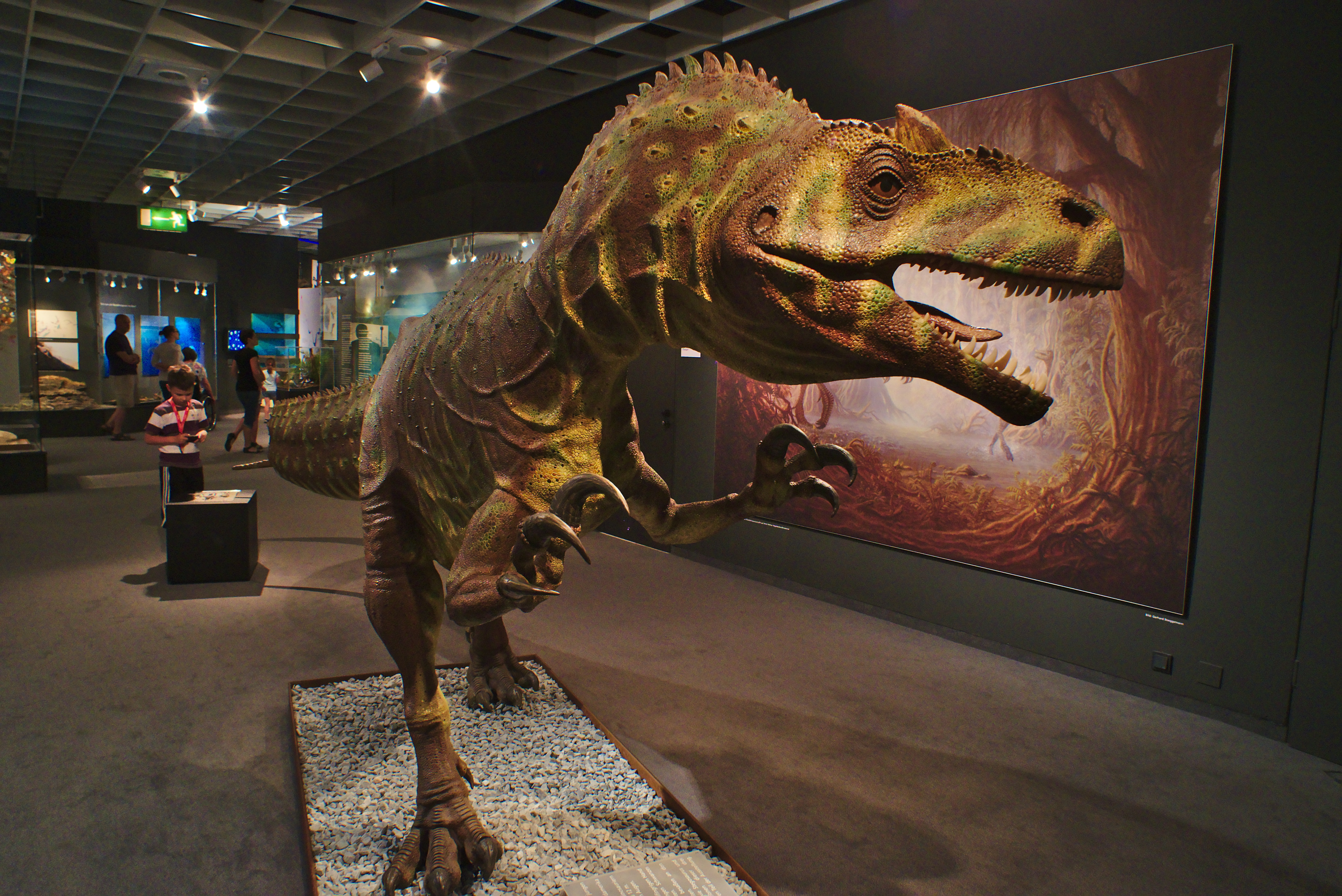
Skulptur des Allosaurus von Czerkas im LWL-Museum für Naturkunde in Münster

Czerkas war der Sohn von Victor Joseph Czerkas und Shirley Crystal Hatter Czerkas. Seine frühen wissenschaftlichen Veröffentlichungen konzentrierten sich auf die Haut und die Musterung von Dinosauriern sowie auf die Anordnung von Stegosaurierplatten. Seine späteren Forschungen und Veröffentlichungen beschäftigten sich mit der Beziehung zwischen Dinosauriern und Vögeln.
Czerkas veröffentlichte mehrere Bücher und Kataloge für die breite Öffentlichkeit, in denen er die Paläontologie anschaulich erklärte. Einige waren Begleitbücher zu Ausstellungen, die er mitorganisierte und die auf Tournee in anderen Museen waren. Die Themen der Ausstellungen waren Dinosaurs – A Global View, Feathered Dinosaurs und Dinosaurs in the Movies.
Seine Skulpturen befinden sich unter anderem im National Museum of Natural History, im Naturhistorischen Museum Wien und im Natural History Museum of Los Angeles County. Darüber hinaus leistete Czerkas einen Beitrag zur Filmindustrie, insbesondere durch die Herstellung fotorealistischer Skulpturen für die Filme Planet der Monster von 1977 oder Monster aus der Tiefe von 1980.
Czerkas war an den Erstbeschreibungen von Archaeovolans, Omnivoropterygidae, Omnivoropteryx, Scansoriopterygidae, Scansoriopteryx und Pterorhynchus beteiligt.
Czerkas spielte eine Schlüsselrolle in der Archaeoraptor-Kontroverse, wobei er von einem chinesischen Händler, eine Chimäre, halb Vogel, halb Dinosaurier für das Dinosaur Museum erwarb. Dieses fossile Exemplar löste einen großen Eklat aus, nachdem festgestellt wurde, dass es ein Kompositum aus mehreren Arten und somit eine Fälschung repräsentiert. Dieser Fall kursiert weiterhin in Kreationisten-Medien als angebliches Beispiel für weit verbreiteten Betrug in der Evolutionswissenschaft.
Czerkas starb am 22. Januar 2015 an Leberkrebs. Seine Frau Sylvia J. Czerkas (geborene Massey, * 1943), die er 1981 heiratete, ist Paläontologin, Autorin und Museumskuratorin.

## Schriften
- mit Sylvia J. Czerkas: My Life with Dinosaurs, 1989
- mit Sylvia J. Czerkas: Dinosaurs – A Global View, 1990 (deutsch: Dinosaurier. Leben und Untergang der geheimnisvollen Urzeittiere, 1990)
- Catherine Thimmesh und Stephen A. Czerkas (Illustrator): Scaly Spotted Feathered Frilled: how do we know what dinosaurs really looked like?, 2013
- Major Herbert M. Dawley – An Artist's Life: Dinosaurs, Movies, Show-Biz, & Pierce-Arrow Automobiles, 2016